# Gashaw Asfaw
Gashaw Asfaw (in amarico: ጋሻው አስፋው; 26 settembre 1978) è un maratoneta etiope.
Nel 2006 ha vinto la maratona di Parigi dove ha realizzato la sua migliore prestazione con il tempo di 2h08'03. Nella mezza maratona il suo primato personale è di 1h02'35, ottenuto nel settembre 2006 a Lilla.
Ashaw ha inoltre vinto la medaglia d'argento nella maratona ai Giochi panafricani del 2003 ed è giunto quattordicesimo ai Campionati del mondo di atletica leggera 2007 tenutisi ad Osaka. Ha anche partecipato all'edizione del 2005, ma in tale occasione non ha concluso la gara.

## Palmarès
| Anno | Manifestazione     | Sede    | Evento   | Risultato | Prestazione | Note |
| ---- | ------------------ | ------- | -------- | --------- | ----------- | ---- |
| 2003 | Giochi panafricani | Abuja   | Maratona | Argento   | 2h26'08"    |      |
| 2007 | Mondiali           | Osaka   | Maratona | 14º       | 2h20'58"    |      |
| 2008 | Giochi olimpici    | Pechino | Maratona | 7º        | 2h10'52"    |      |

## Altre competizioni internazionali
2002
- 8º alla Maratona di Venezia ( Venezia) - 2h15'17"

2003
- Argento alla Dubai Marathon ( Dubai) - 2h10'40"
- 9º alla Maratona di Roma ( Roma) - 2h13'52"

2004
- Oro alla Maratona di Dubai ( Dubai) - 2h12'49"
- 4º alla Maratona di Parigi ( Parigi) - 2h10'36"
- 8º alla Maratona di Berlino ( Berlino) - 2h09'47"
- Oro alla Addis Abeba City Marathon ( Addis Abeba) - 2h22'27"

2005
- Bronzo alla Maratona di Parigi ( Parigi) - 2h09'24"
- Argento alla Maratona di Seul ( Seul) - 2h09'31"
- Bronzo alla Mumbai Standard Chartered Marathon ( Mumbai) - 2h13'59"

2006
- Oro alla Maratona di Parigi ( Parigi) - 2h08'03"

2007
- Argento alla Maratona di Parigi ( Parigi) - 2h09'53"
- Argento alla Mumbai Standard Chartered Marathon ( Mumbai) - 2h12'32"

2008
- 4º alla Maratona di Boston ( Boston) - 2h10'47"
- 9º alla Maratona di Dubai ( Dubai) - 2h12'03"
- Oro alla Shanghai Marathon ( Shanghai) - 2h09'28"

2009
- 6º alla Maratona di Boston ( Boston) - 2h10'44"
- 4º alla Maratona di Dubai ( Dubai) - 2h10'59"
- Bronzo alla Toronto Waterfront Marathon ( Toronto) - 2h09'23"
- Oro alla Shanghai Marathon ( Shanghai) - 2h10'10"

2010
- 6º alla Maratona di Boston ( Boston) - 2h10'53"
- 5º alla Toronto Waterfront Marathon ( Toronto) - 2h08'55"

2011
- 5º alla Maratona internazionale della pace ( Košice) - 2h15'11"
- 8º alla Daegu International Marathon ( Taegu) - 2h11'34"

2012
- Argento alla Le Marathon Vert ( Rennes) - 2h09'57"
- 7º alla San Diego Rock 'n' Roll Marathon ( San Diego) - 2h12'56"

2013
- Bronzo alla Ottawa Marathon ( Ottawa) - 2h10'24"
- 6º alla Libreville Marathon de Gabon ( Libreville) - 2h23'18"
- 7º alla Taiyuan Marathon ( Taiyuan) - 2h14'08"

2015
- 12º alla Singapore Standard Chartered Marathon ( Singapore) - 2h26'56"